# Misje dyplomatyczne Islandii

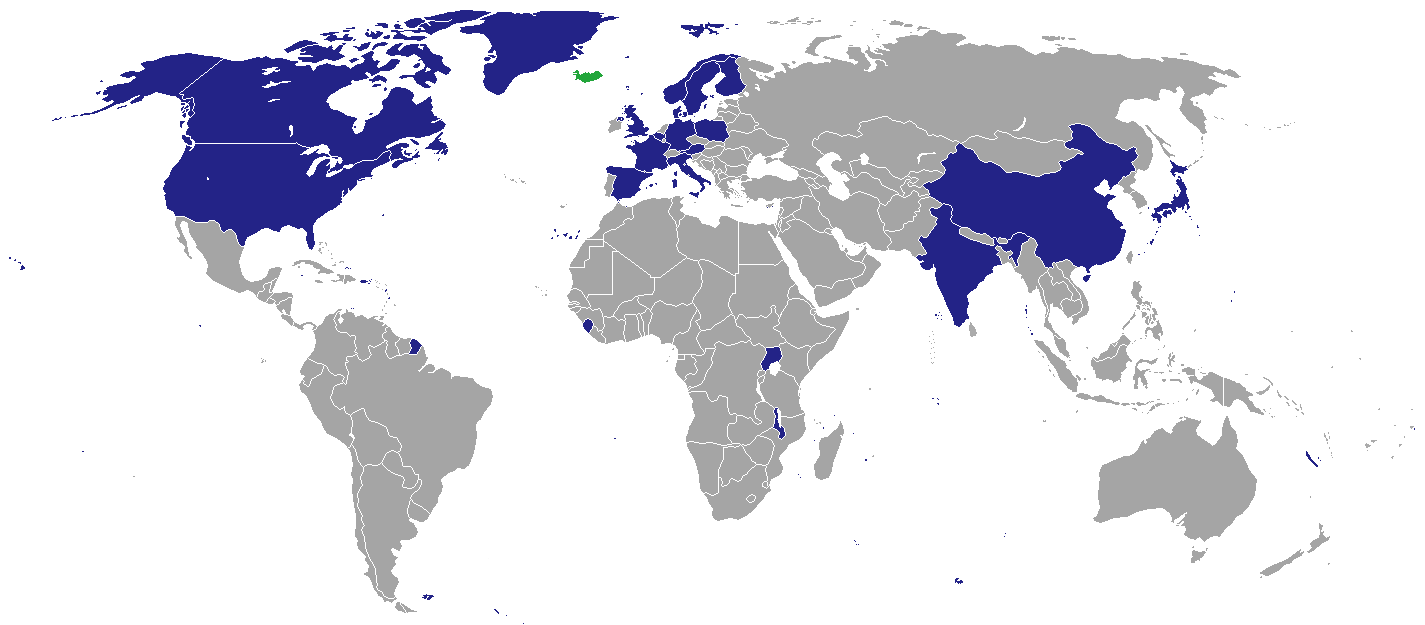
Kraje, w których Republika Islandii ma swoje przedstawicielstwa dyplomatyczne

Misje dyplomatyczne Islandii – przedstawicielstwa dyplomatyczne Republiki Islandii przy innych państwach i organizacjach międzynarodowych. Poniższa lista zawiera wykaz obecnych ambasad i konsulatów zawodowych. Nie uwzględniono konsulatów honorowych.

## Europa

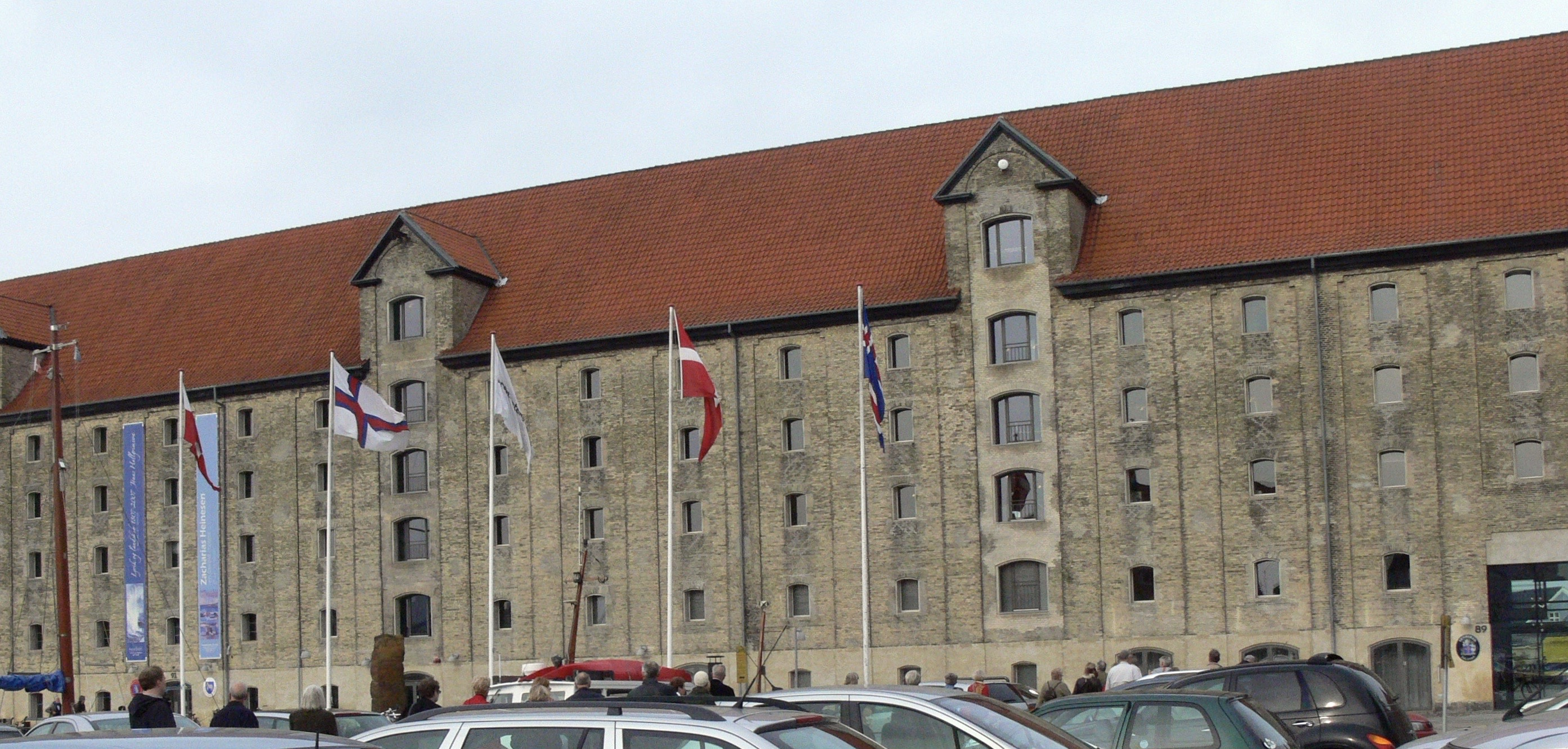
Ambasada Islandii w Kopenhadze

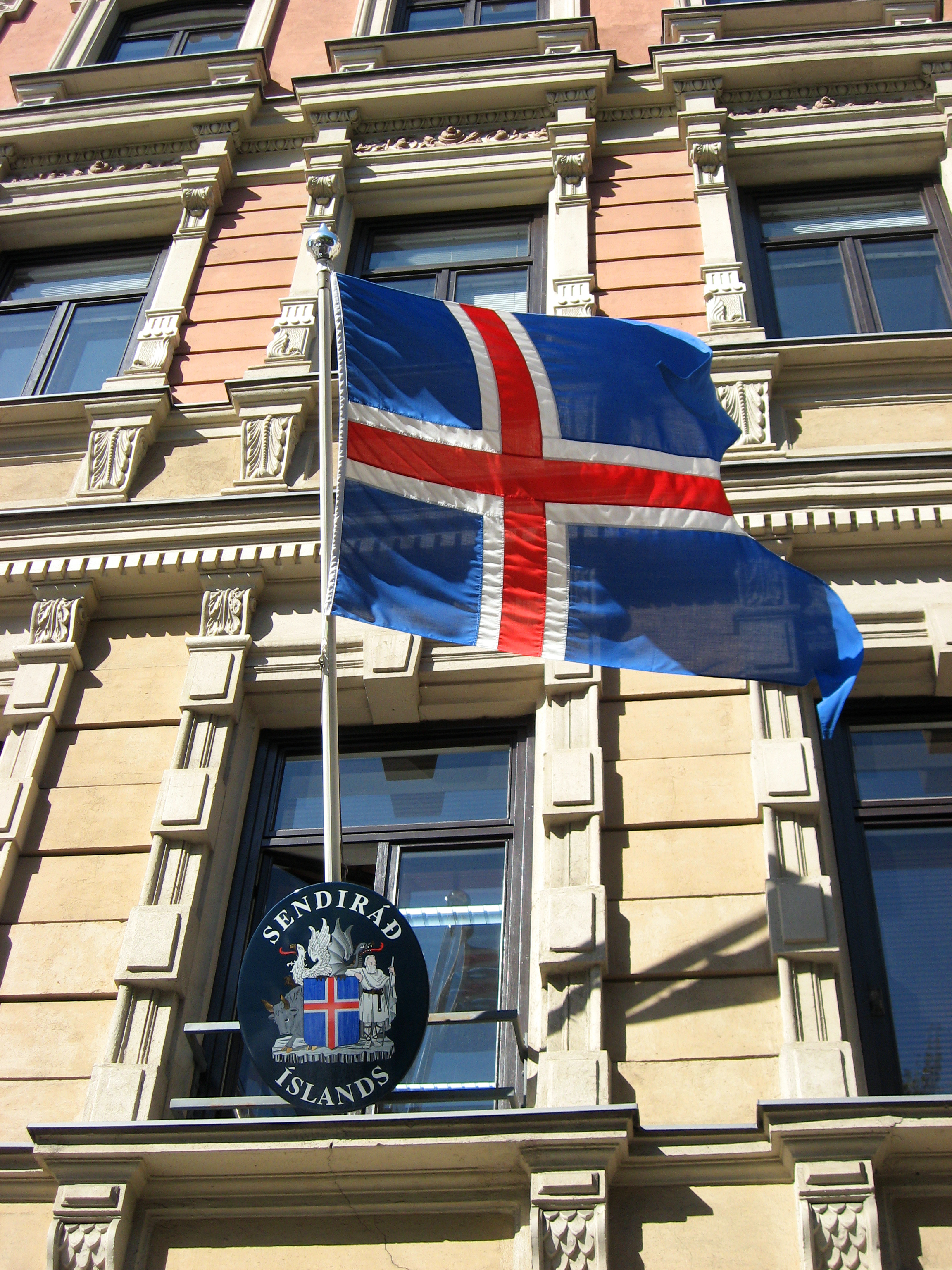
Ambasada Islandii w Helsinkach

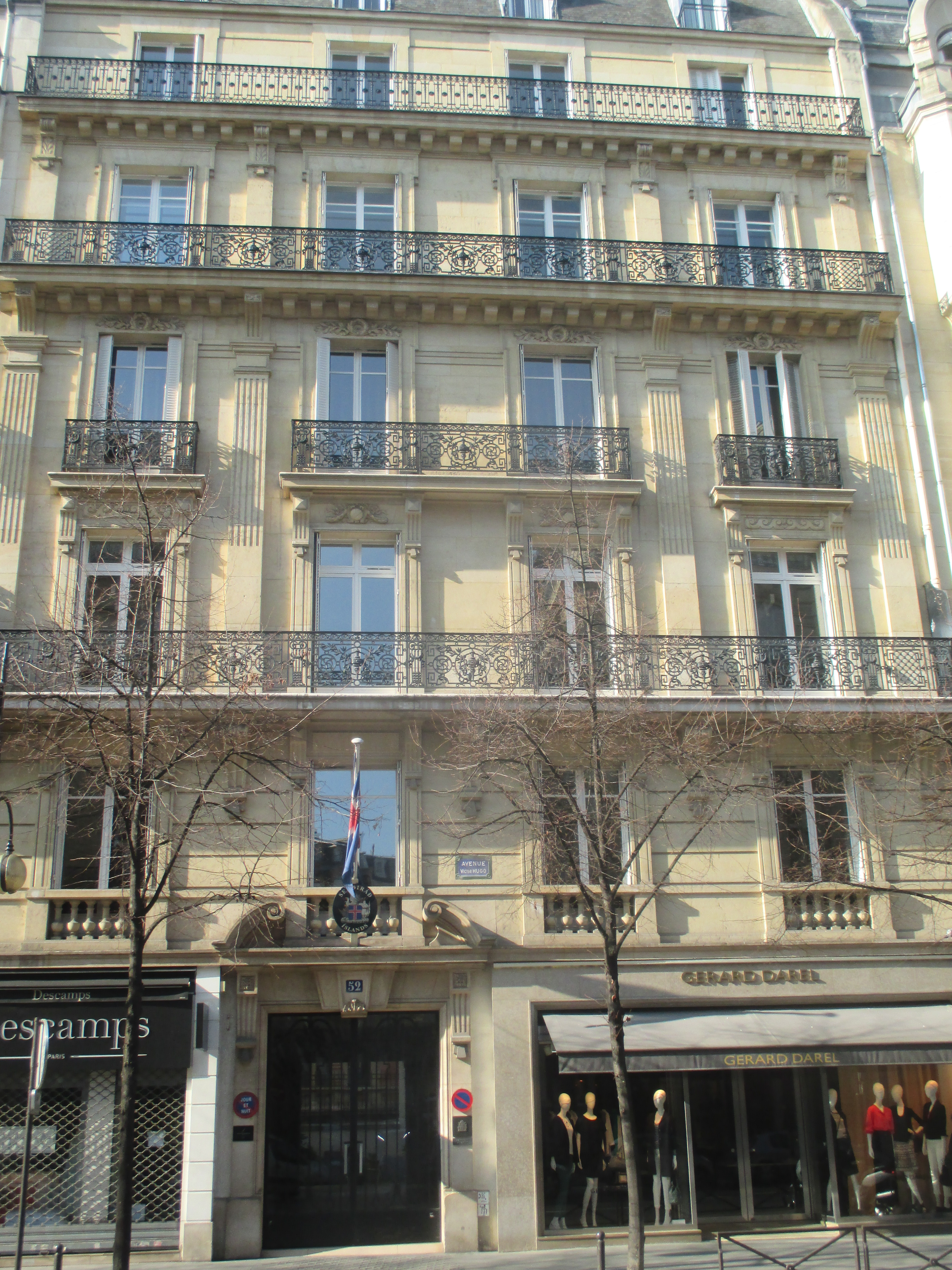
Ambasada Islandii w Paryżu

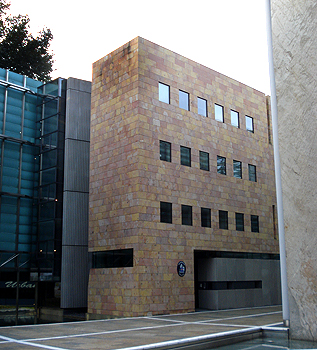
Ambasada Islandii w Berlinie

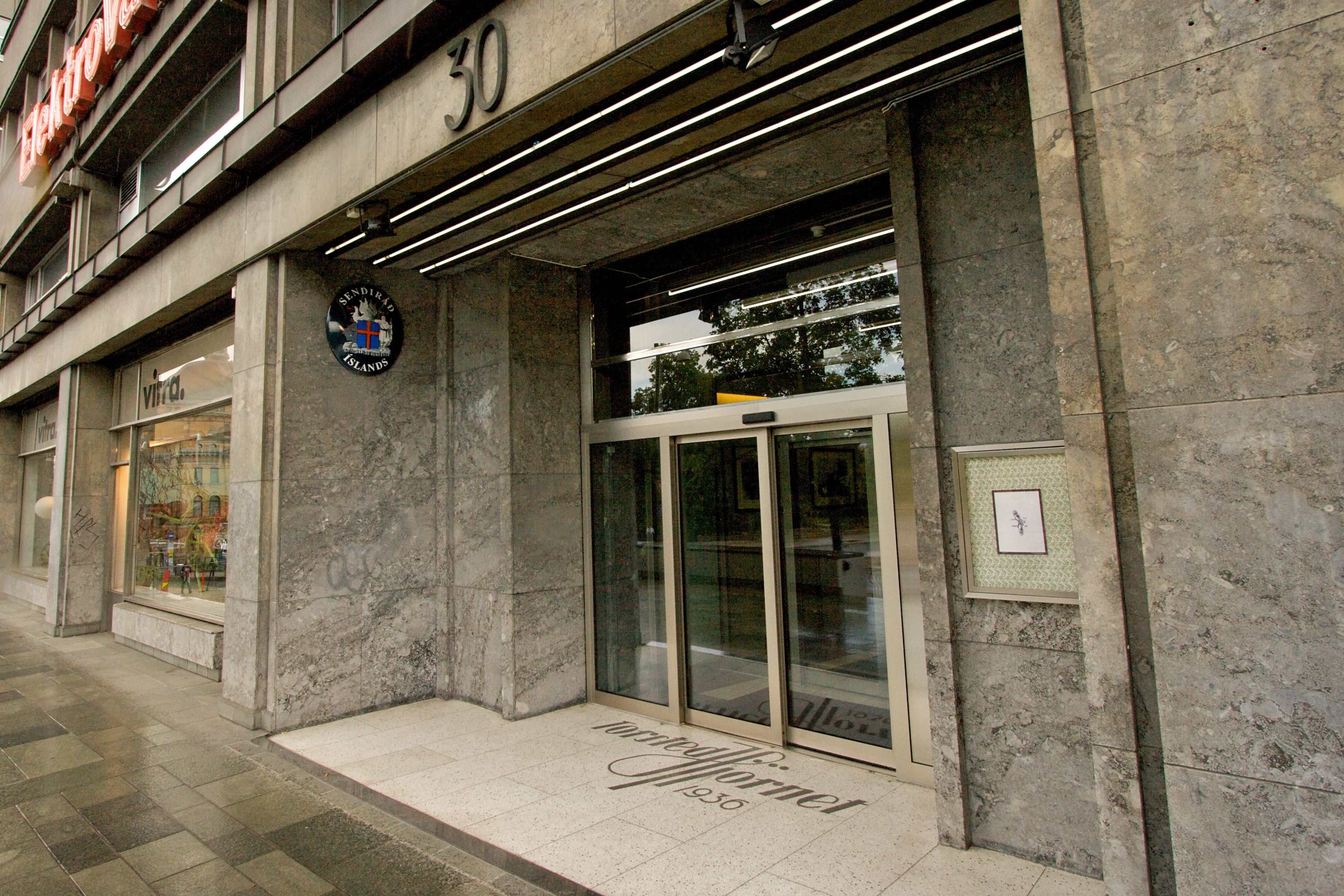
Ambasada Islandii w Oslo

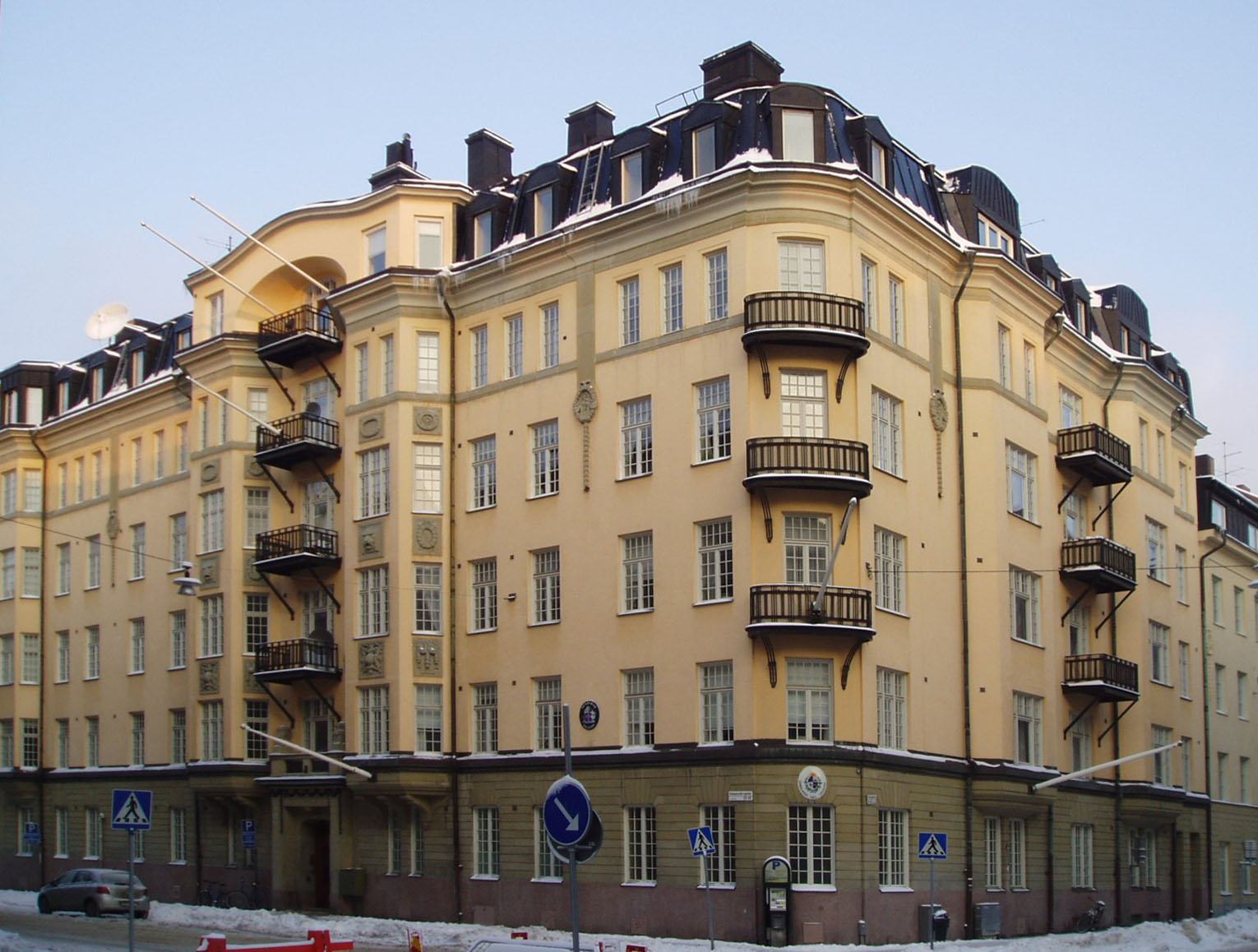
Ambasada Islandii w Sztokholmie

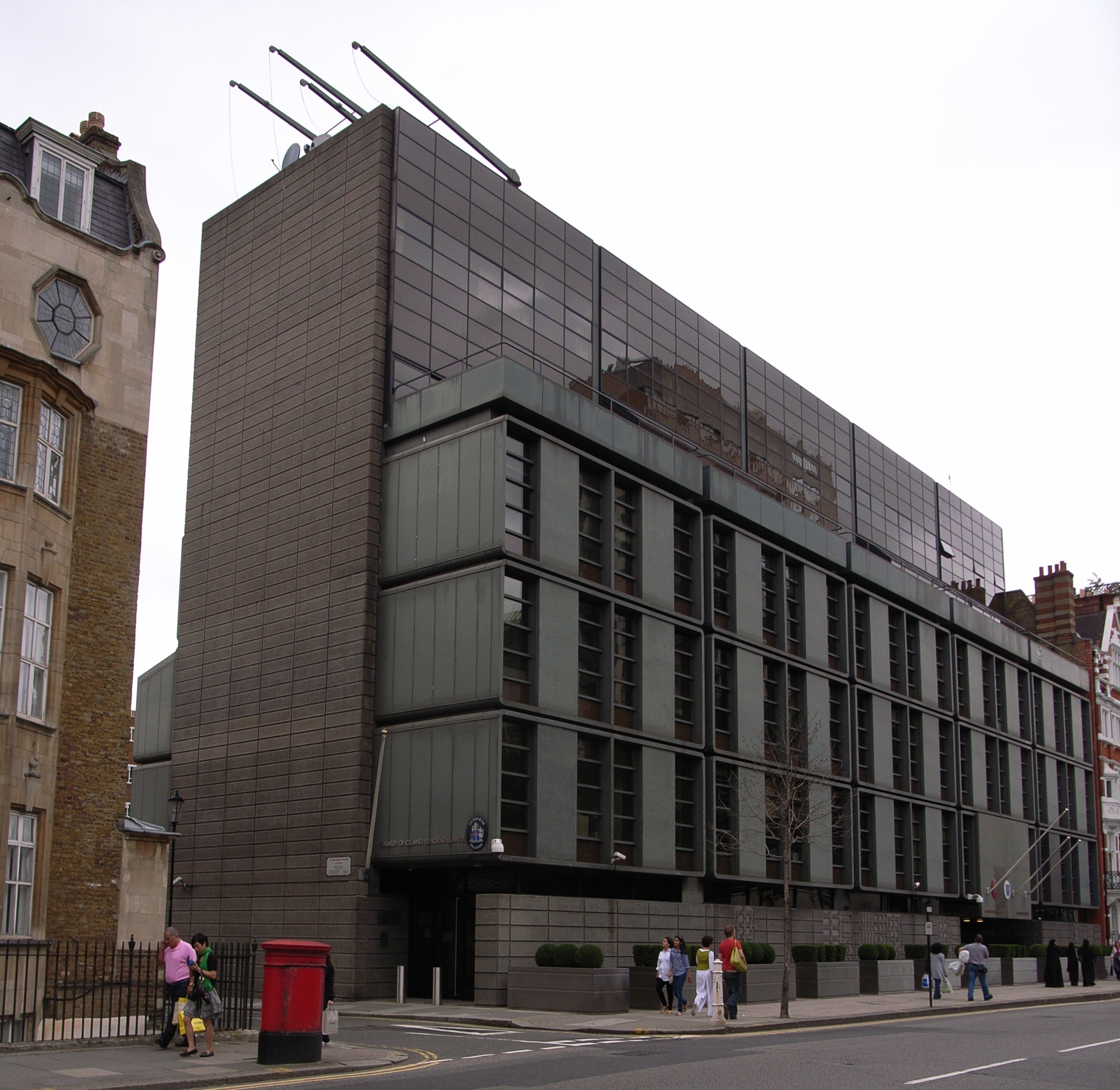
Ambasada Islandii w Londynie

- Austria
  - Wiedeń (ambasada)
- Belgia
  - Bruksela (ambasada)
- Dania
  - Kopenhaga (ambasada)
  - zobacz też terytoria zależne
- Finlandia
  - Helsinki (ambasada)
- Francja
  - Paryż (ambasada)
- Niemcy
  - Berlin (ambasada)
- Norwegia
  - Oslo (ambasada)
- Polska
  - Warszawa (ambasada)
- Szwecja
  - Sztokholm (ambasada)
- Wielka Brytania
  - Londyn (ambasada)

### Terytoria zależne
- Wyspy Owcze ( Dania)
  - Thorshavn (konsulat generalny)

## Ameryka Północna, Środkowa i Karaiby

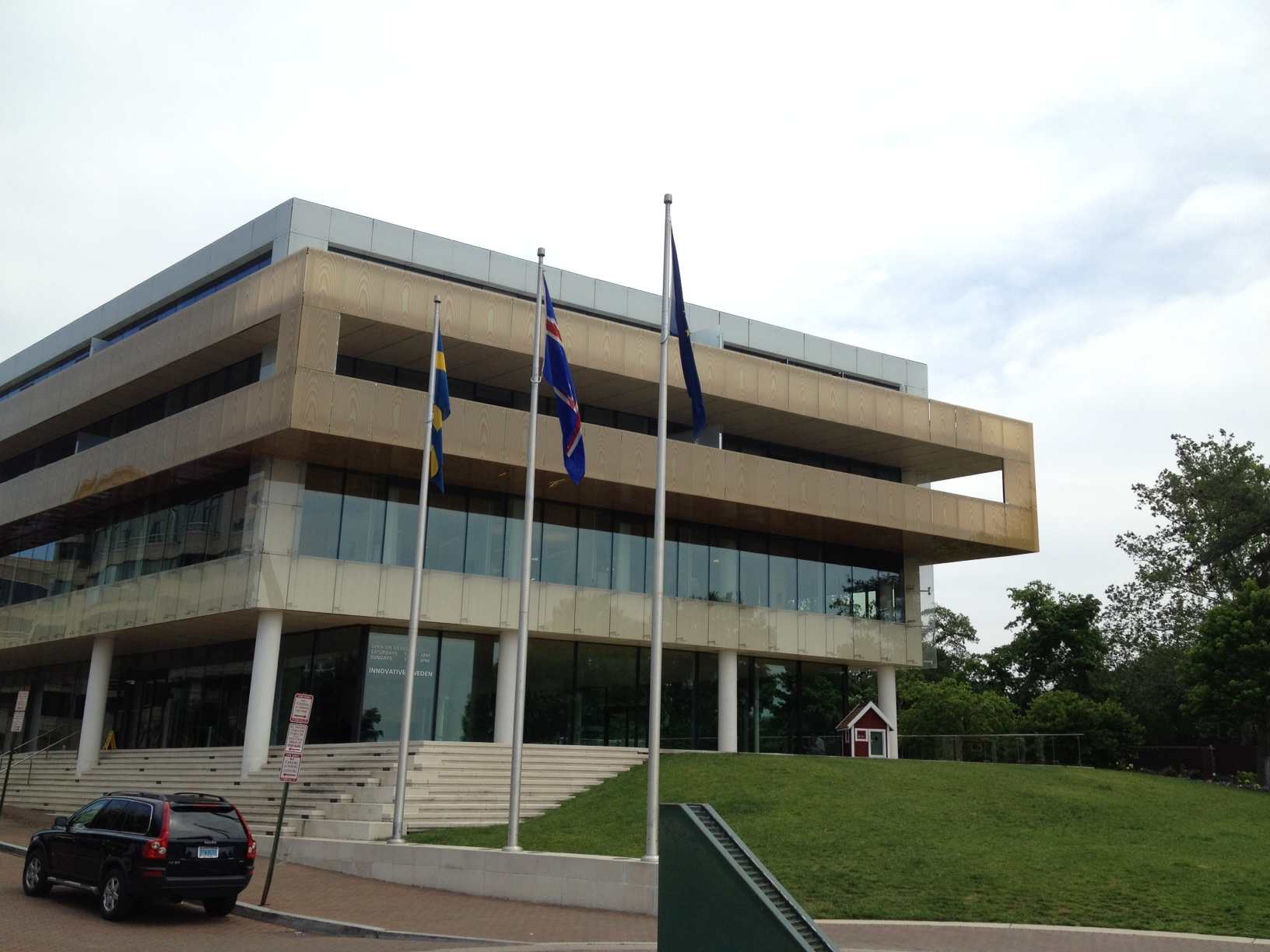
Ambasada Islandii w Waszyngtonie

- Kanada
  - Ottawa (ambasada)
  - Winnipeg (konsulat generalny)
- Stany Zjednoczone
  - Waszyngton (ambasada)
  - Nowy Jork (konsulat generalny)

### Terytoria zależne
- Grenlandia ( Dania)
  - Nuuk (konsulat generalny)

## Afryka
- Malawi
  - Lilongwe (ambasada)
- Uganda
  - Kampala (ambasada)

## Azja

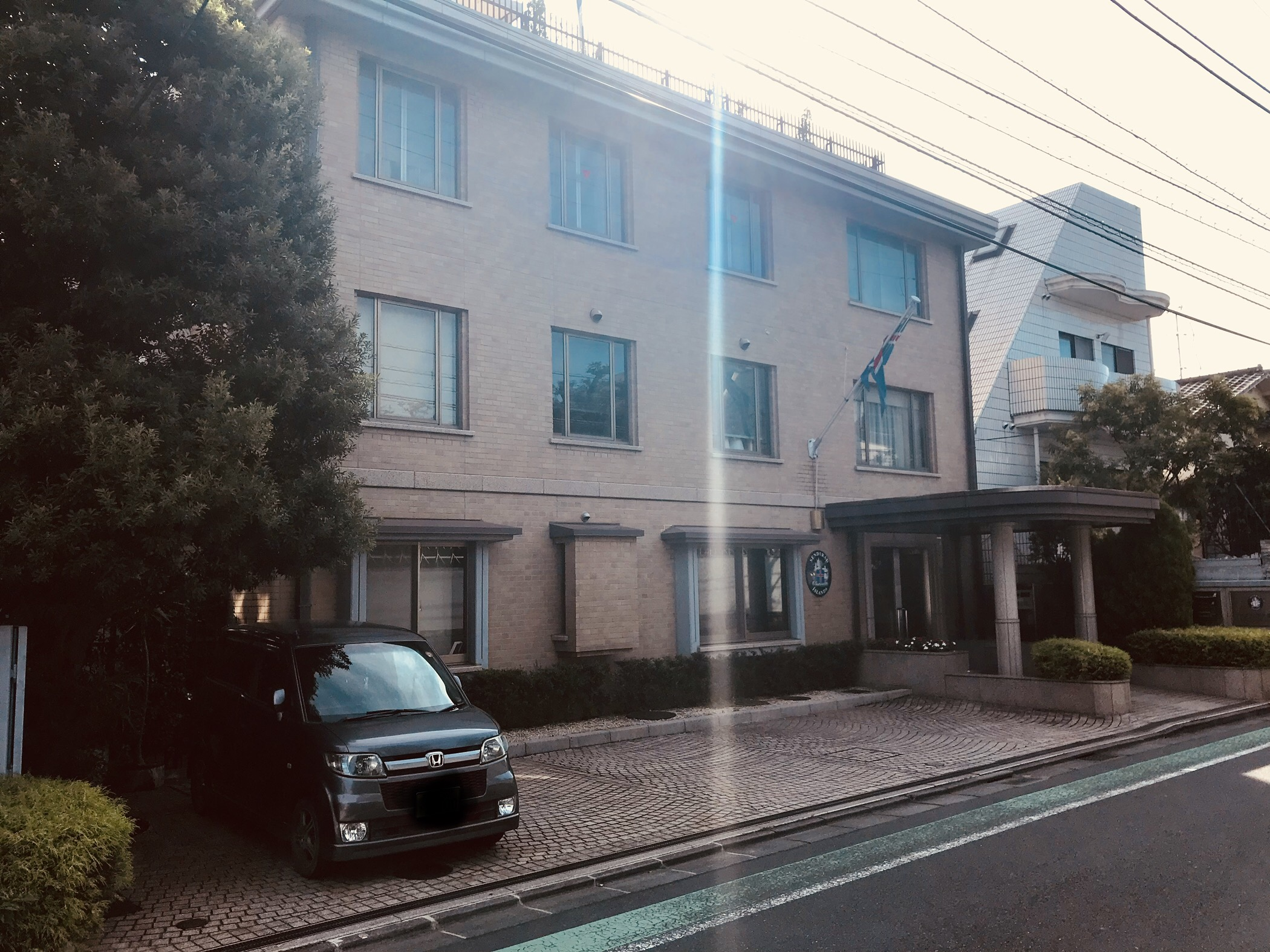
Ambasada Islandii w Tokio

- Chiny
  - Pekin (ambasada)
- Indie
  - Nowe Delhi (ambasada)
- Japonia
  - Tokio (ambasada)

## Organizacje międzynarodowe
- Nowy Jork – Stałe Przedstawicielstwo przy Organizacji Narodów Zjednoczonych
- Genewa – Stałe Przedstawicielstwo przy Biurze Narodów Zjednoczonych i innych organizacjach
- Wiedeń – Stałe Przedstawicielstwo przy Biurze Narodów Zjednoczonych i Organizacji Bezpieczeństwa i Współpracy w Europie
- Bruksela – Stałe Przedstawicielstwo przy Organizacji Traktatu Północnoatlantyckiego
- Strasburg – Stałe Przedstawicielstwo przy Radzie Europy
- Rzym – Stałe Przedstawicielstwo przy FAO i innych organizacjach